# Iulia Țibulschi
Iulia Țibulschi (rusă Юлия Георгиевна Цибульская, poloneză Julia Cybulska ; n. 15 iunie 1933, Leova, Basarabia) este o compozitoare, interpretă, redactoare muzicală, muzicolog  și  profesoară universitară din Republica Moldova.

## Biografia
Fiica unui muzician cunoscut din  Leova, a absolvit școala muzicală din Chișinău (1954), apoi facultatea de teorie și compoziție la conservatorul  din Leningrad (1960). Cercetează elementele folclorice în creațiile lui Frédéric Chopin și  Karol Szymanowski .
Printre profesori, care au determinat calea ulterioară de creație a Iuliei Țibulschi au fost Vadim Nicolaevici Salmanov (orchestrație, compoziție), Alla Petrovna Maslacoveț (o elevă a Mariei Iudina, pian), Teodosiu Antonovici Rubțov (folclor), Alexandr Naumovici Doljanskii (polifonie).
În anii 1960–1974, predă istoria și teoria muzicii la conservatorul din Chișinău (Institutul de arte "G. Muzicescu"). În anii 1974–1977, colaborator științific la secția de Etnografie și Arte la Academie de Științe a RSS Moldovenești. În anii 1977–1988, redactor muzical la editură "Literatura artistică".
În prezent se află cu traiul  la Nürnberg, Germania.

## Decorații și titluri
- Membru al Uniunii Compozitorilor a URSS (1977).
- Premiul "N. K. Krupskaia" de la Ministerul de învățămînt al RSS Moldovenești.
- Titlul de Maestru Emerit în Artă din Republica Moldova (1992).
- Premiul de la UNESCO pentru cea mai bună compoziție pentru cor mixt ("Cîntec de leagăn") (1995).

## Bibliografia
1. Soare, soare, frățioare!: Cântece pentru cei mici / Grigore Vieru; Alcăt. E. Macaleț; Muz.: Iu. Țibulschi. — Chișinău: Cartea moldovenească, 1973. — 115 p.: n.
2. La poiană: «Zvon de frunză verde...»: Cântec pentru copii: [Pentru două voci și pian] / Muz.: Iu. Țibulschi; Author versuri: A. Blanovschi. — Chișinău: Timpul, 1973. — 4 p.
3. Greerașul-lăutar: «Greerașul a cântat...»: Cântec pentru copii: [Pentru voce și pian] / Muz.: Iu. Țibulschi; Author versuri: Grigore Vieru. — Chișinău: Timpul, 1973. — 4 p.
4. Cîntece din bătrîni / Alcăt. Iu. Țibulschi; Il. de I. Cîrmu. — Chișinău: Literatura artistică, 1983. — 99 p., il.
5. Cine crede: [Сuleg. de interviuri, publicistică, poezii, melodii pe versurile aut.] / Grigore Vieru; Alcăt. Iu. Țibulschi; Prez. graf. de A. Macovei. — Chișinău: Literatura artistică, 1989. — 396 p.: n.
6. Albinuța: [Сartea preșcolarului] / Grigore Vieru; Des. de L. Sainciuc; Selecț. și îngrij. text. muz. Iu. Țibulschi. — Chișinău: Hyperion, 1991. — 176 p.: il. color., n.
7. Cîntînd cu iubire: [Culeg. de cîntece] / Iulia Țibulschi, Grigore Vieru;  Prez. graf. Iaroslav Iliinîc. — Chișinău: Hyperion, 1996. — 86, [1] p.
8. Dragă mi-i și mult mi-i drag: [Cântece populare] / Alcăt. Iu. Țibulschi; Il. de I. Cîrmu. — Chișinău: Litera, 1998. — 88 p.: n.
9. Цибульская Ю. Кароль Шимановский и музыкальный фольклор Подгалья // Кароль Шимановский: воспоминания, статьи, публикации: [Сборник] / Ред., сост. И. И. Никольской, Ю. В. Крейниной. — М.: Советский композитор, 1984. — С. 188–203.

## Muzică
- Dumitra Dumbrăveanu. Codrul e frumos cu floare (Iu.Țibulschi – Gr.Vieru)
- Corul Moldova. Hristos nu are nici o vină (Iu.Țibulschi – Gr.Vieru)
- Cântece de Iulia Țibulschi, interpretate de autoarea. Arhivat în 22 octombrie 2013, la Wayback Machine.
- Prezentarea discului de vinil al Iuliei Țibulschi se numește «Iulia Tibulschi - Vinyl plak».